# Alain-Fournier
Alain-Fournier (La Chapelle-d'Angillon, 3 oktober 1886 - Les Éparges, 22 september 1914) is het pseudoniem voor de Franse schrijver Henri-Alban Fournier.

## Leven en werk
Fournier stamde uit een onderwijzersgezin en kreeg les van zijn vader in het dorpsschooltje van Épineuil-le-Fleuriel (Cher). Zijn plan om zeeman te worden ging niet in vervulling en ook in het onderwijs raakte hij, bij gebrek aan een diploma, niet aan de slag.
Als 18-jarige schoot hij in vuur en vlam voor de mooie Yvonne Quiévrecourt die hem echter afwees. Die ervaring zou hem zijn verdere leven blijven obsederen en werd de basis voor zijn boek Le Grand Meaulnes (1913), waarin hij een droom- en kinderwereld oproept die definitief verloren is. Het is een monument in de Franse literatuur; hoewel het tot het symbolisme wordt gerekend onttrekt het zich in feite aan elke categorisering. Binnen die stroming was het een van de weinige succesvolle boeken. Het boek werd als een meesterwerk onthaald en miste op een haar na de prestigieuze Prix Goncourt. In 1967 werd het boek verfilmd door Jean-Gabriel Albicocco, met als bekendste acteur Brigitte Fossey.  In 2006 werd het opnieuw verfilmd door Jean-Daniel Verhaeghe. 

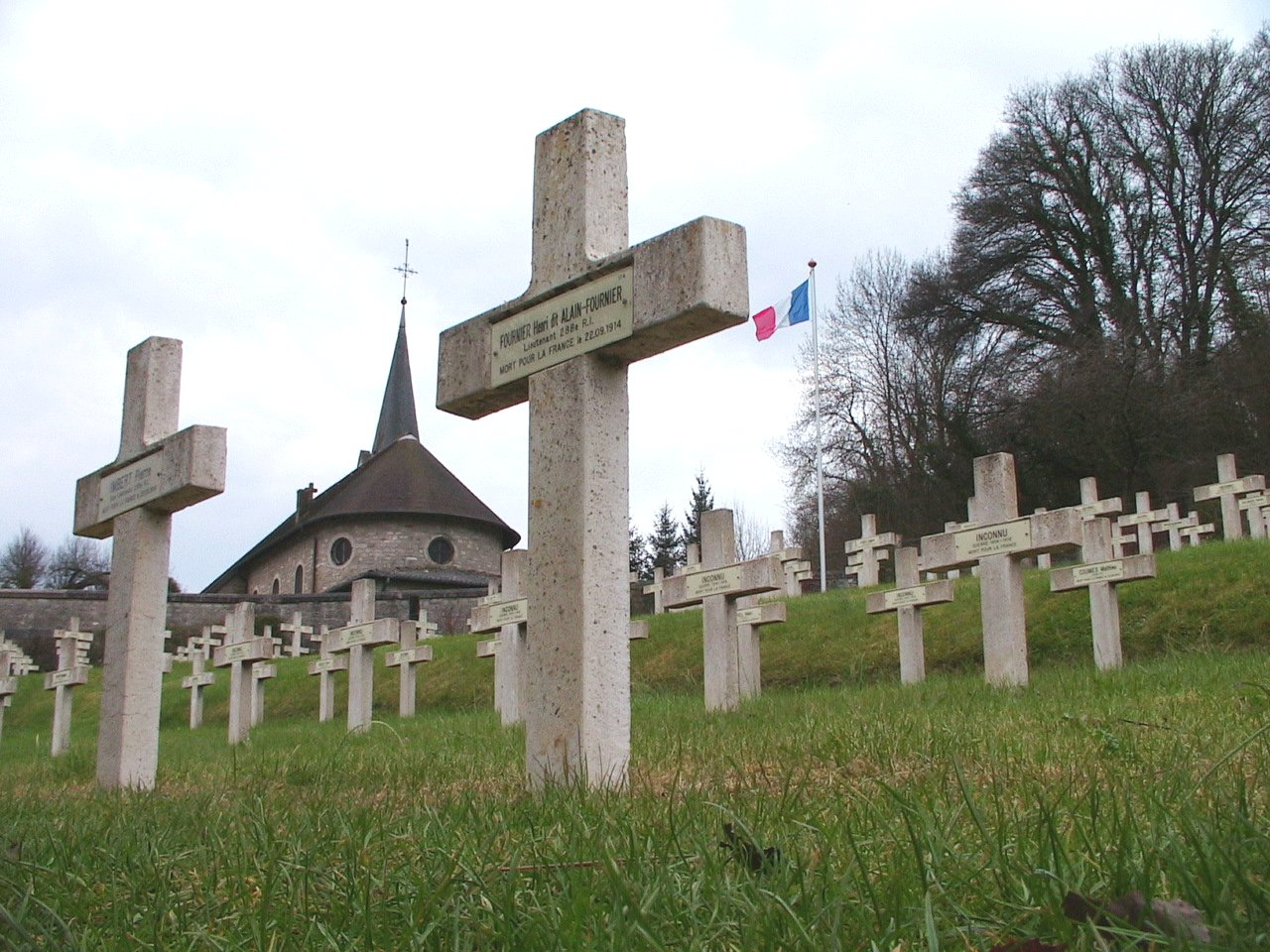
Graf van Alain-Fournier op het kerkhof van Saint-Remy-la-Calonne

Afgezien van een aantal gedichten, essays en verhalen, die werden verzameld in de postuum verschenen bundel Miracles (1924), was dit het enige werk dat hij zou voltooien.

## Dood en graf
Opgeroepen als luitenant van het 288ste infanterieregiment, stierf Alain-Fournier tijdens een van de eerste gevechten van de Eerste Wereldoorlog nabij Verdun. Tijdens een verkenningsmissie in het bos van Saint-Rémy stootte zijn 23e compagnie op Duitse troepen. Hij verdween in een massagraf. Na een 14-jarige zoektocht werd zijn lichaam in 1991 geïdentificeerd en bijgezet op het kerkhof van Saint-Remy-la-Calonne. Op de plaats van het ontdekte massagraf werden een glazen piramide en andere monumenten opgericht.

## Secundaire literatuur
- Adam, Frédéric. Alain Fournier et ses compagnons d’arme. Serpenoise, 2006